# Kaiserhof (Eckernförde)

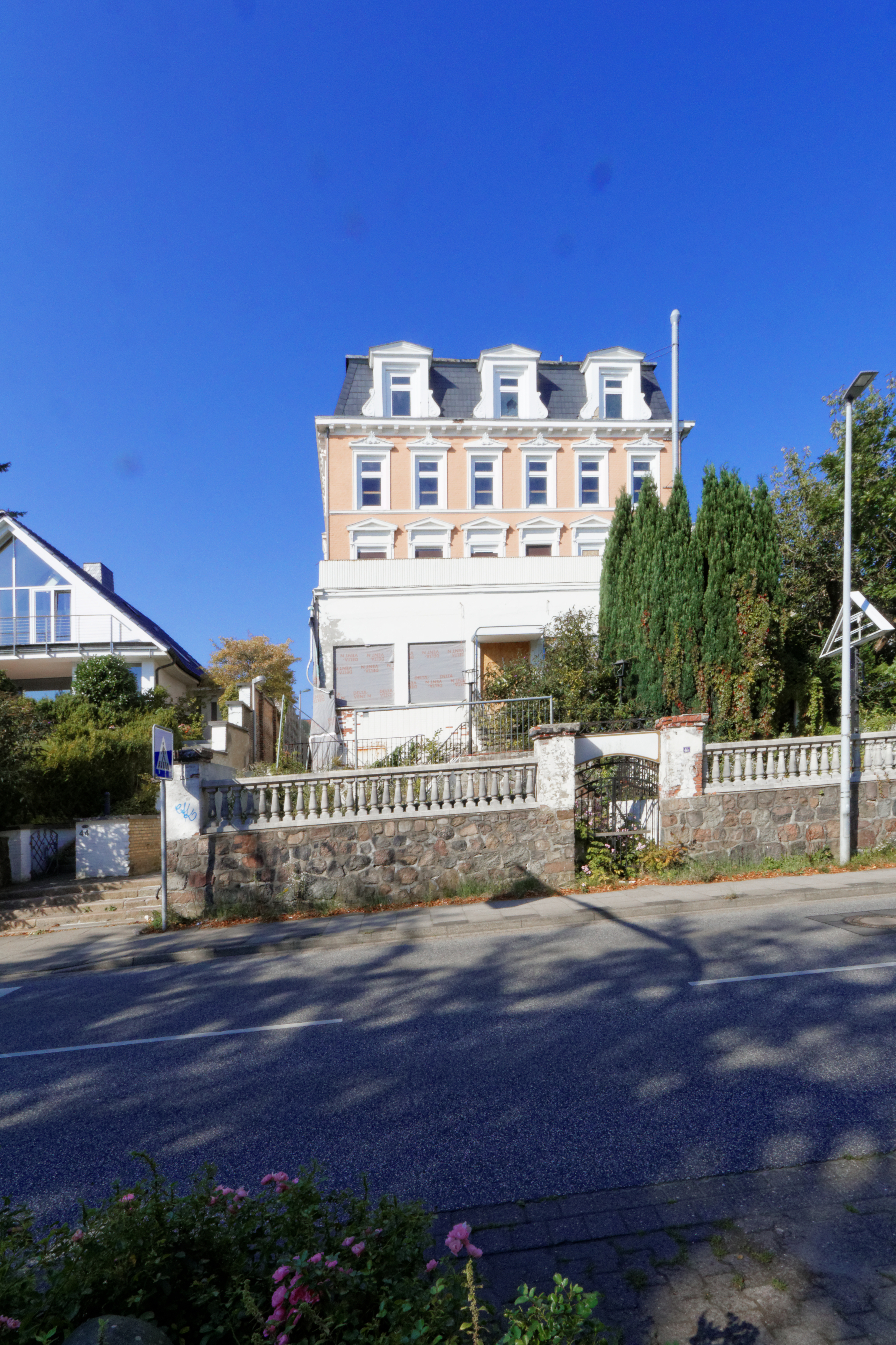
Der Kaiserhof in Eckernförde im Jahr 2014

Der Kaiserhof (Vogelsang 45) in Eckernförde ist ein denkmalgeschütztes Gebäude und steht auf der Liste der Kulturdenkmale in Eckernförde. Auf der gegenüberliegenden Straßenseite befindet sich die Parkanlage am Borbyer Ufer.
1882 als „Hotel Bellevue“ errichtet, wurde das Hotel 1904 in „Kaiserhof“ umbenannt. Während der Zeit des Nationalsozialismus waren hier Gestapo und NSDAP-Kreisleitung untergebracht. Bis zur Eingemeindung Borbys 1934 verlief die Gemeindegrenze zwischen Borby und Eckernförde (Stadtteil Vogelsang) durch das Gebäude. Nach dem Zweiten Weltkrieg richtete die Britische Besatzungsmacht in dem Gebäude ihren Baltic Club ein. In den 1960er bis 1980er Jahren wurden im Saal Diskotheken betrieben, anschließend zog noch eine Pizzeria in das Gebäude ein.
Im Untergeschoss gab es seit der 1970er-Jahre einen Nachtclub. Der Betreiber wurde 2002 ermordet, das Gebäude steht seit dem Jahr 2003 leer. Mittlerweile verfällt das Gebäude immer mehr, Eigentümer und die Stadt Eckernförde lagen im Streit. Inzwischen – Stand 2025 – ist eine umfassende Sanierung und Modernisierung des Gebäudes unter Erhalt der denkmalgeschützten Fassade geplant. Entstehen sollen dabei fünf Eigentumswohnungen, im anschließenden ehemaligen „Lindenhof“-Areal zusätzlich 19 Eigentumswohnungen in drei Neubauten.